# Le Sabotage amoureux
Le Sabotage amoureux est le deuxième roman d’Amélie Nothomb. Il a été publié en 1993 aux éditions Albin Michel comme son premier. 

## Résumé
Fille de l’ambassadeur de Belgique Patrick Nothomb, la romancière Amélie Nothomb raconte dans ce court roman sa vie en Chine de 1972 à 1975 alors qu’elle est âgée de seulement 7 ans. Obligée, à cause des affectations paternelles, de déménager de son Japon natal, la jeune Amélie découvre la Chine, pays « où il y a des ventilateurs », mais aussi l’amour à travers la jeune Elena, personnage cruel et inaccessible, idéal de beauté enfantine ; la guerre à travers les batailles incessantes que se livrent pendant ces trois ans les enfants des ambassadeurs, regroupés dans la cité ghetto San Li Tun, à Pékin, et surtout la liberté qu’elle goûtera pendant ces trois ans durant lesquels elle est laissée à elle-même. Ce roman est ainsi une sorte de voyage initiatique au cœur de l’enfance d’une fillette de 7 ans.

## Anecdote
Le roman évoque l'idée reçue selon laquelle la Grande Muraille de Chine serait visible depuis la Lune (« Je ne me sentais de parenté qu'avec la Grande Muraille : seule construction humaine à être visible de la Lune, elle au moins respectait mon échelle. ») : il n'est pas possible de voir un objet de quelques mètres de large depuis une distance de 384 467 km ![pertinence contestée]

## Adaptation pour l’opéra
En 1993, Daniel Schell a réalisé un opéra, écrivant le livret et la musique.
En 1999, une adaptation pour le théâtre de Pascal Lissillour a été jouée au théâtre du Ranelagh avec Valérie Mairesse, recevant une nomination aux Molières 1999 pour Pétronille de Saint Rapt dans la catégorie : Meilleure comédienne dans un second rôle.

## Prix
- Prix littéraire de la Vocation
- Prix Jacques-Chardonne